# Listă de deșerturi

## Lista deșerturilor lumii

### Africa
- Deșertul Sahara
- Deșertul Libian
- Deșertul Kalahari
- Deșertul Namib

### America de Nord
- Marele Bazin
- Deșertul Baja California
- Deșertul Mojave
- Deșertul Sonora
- Deșertul Yuma
- Deșertul Nevada

### America de Sud
- Atacama
- Patagonia

### Asia
- Deșertul Gobi
- Deșertul Marele Nafud
- Deșertul sirian
- Deșertul Sinai
- Deșertul Turan

### Australia
- Deșertul Victoria
- Marele deșert de Nisip